# 2008年夏季殘疾人奧林匹克運動會蒙古代表團
2008年夏季殘疾人奧林匹克運動會蒙古代表團於2008年9月6日至17日參加在中國北京舉行的第13屆殘疾人奧運會。
蒙古在本屆殘奧會將派出6名運動員出戰包括田徑、射箭、射擊、盲人柔道等合共四個項目。蒙古隊在今屆殘事中奪得一面金牌，亦是歷年來取得的首面殘奧會獎牌。

## 獎牌榜
| 奖牌 | 运动员                | 项目 | 赛事               |
| ---- | --------------------- | ---- | ------------------ |
| 金牌 | 巴特尔扎布·丹巴登道格 | 射箭 | 男子个人反曲弓站姿 |

## 參賽項目
田徑、射箭、射擊、盲人柔道